# Eufriesea rufocauda
Eufriesea rufocauda är en biart som först beskrevs av Kimsey 1977.  Eufriesea rufocauda ingår i släktet Eufriesea, tribus orkidébin, och familjen långtungebin. Inga underarter finns listade.